# 黎昭宗
黎昭宗（越南语：／，1506年11月18日—1527年1月9日（統元五年十二月初八））本名黎椅（越南语：／），又名黎譓，是越南後黎朝第十一任皇帝，1516年至1522年在位。

## 生平
黎昭宗是莊定王黎漴之子，為鄭氏鸞所生。1516年，黎襄翼帝因為暴虐，被鄭惟㦃殺死。鄭惟㦃欲立黎光治為帝，武佐侯馮邁卻提出要立黎椅為帝，被鄭惟㦃殺害。黎光治遂被擁立為帝。但不久黎光治被鄭惟㦃之兄鄭惟岱劫持到了西都清化，數日後被殺害。而襄翼帝被殺之事傳到安和侯阮弘裕耳中後，阮弘裕發兵進攻東都昇龍，鄭惟㦃只得擁立黎椅即位，是為昭宗，改元光紹（一作光照），隨後挾持黎椅退往西都。
農民軍首領陳暠得知昇龍空虛，率軍襲破了昇龍，宣佈恢復陳朝，改元天應。在黎昭宗的號召下，鄭惟㦃、阮弘裕、鄭綏、陳真等各路諸侯平定了陳暠之亂。但不久阮弘裕、鄭綏就因爭權而發生了軍事衝突，最後陳真驅逐了阮弘裕，執掌了昇龍的朝政。
陳真權勢太重，引起了黎昭宗的猜忌，黎昭宗於1518年將陳真誘入宮中暗殺。陳真的餘黨十分不滿，聯合鄭綏起兵作亂，先後擁立黎榜、黎槱為帝。黎昭宗不得不逃到了嘉林縣菩提津避難，召莫登庸前來救駕。次年莫登庸擊敗並殺死了黎槱，將陳真的餘黨收編為自己的黨羽，權勢越來越大，開始控制昇龍，執掌朝政。
莫登庸出入都使用天子的儀衛，引起黎昭宗的不滿。莫登庸也對黎昭宗十分警惕，派女兒入侍，實際是監視昭宗的行動。昭宗於1522年與西都的鄭綏書信相通，同范獻、范恕二人一起逃到了山西明義縣的夢山，號召天下諸侯討伐莫登庸。皇太后鄭氏鸞和弟弟黎椿都未及隨行，留在了昇龍。莫登庸遂宣稱黎昭宗被奸臣劫持到首都之外，另立黎椿為帝，是為黎恭皇。
黎昭宗出逃的時候本來有許多人支持，但由於聽信了宦官范田的讒言導致人心渙散。黎昭宗又殺死了鄭綏的部將阮伯紀，引起鄭綏的不滿，發動兵變將黎昭宗劫持到了西都清化，成為鄭綏的傀儡。
在莫登庸的主持下，黎恭皇廢黎昭宗為陀陽王（越南语：／）。此後莫登庸曾兩次挾持黎恭皇進攻鄭綏，最終在1525年攻陷西都並殺死了鄭綏，將黎昭宗押往昇龍囚禁。
鄭綏的勢力被滅後，莫登庸篡位之心越來越強烈。1527年，莫登庸指使范金榜將其殺害，葬於清潭縣（今青池縣）的永興陵。死後廟號昭宗，諡號神皇帝。黎昭宗死後不久，莫登庸就脅迫黎恭皇禪位，建立莫朝。